# Venezuelai bolívar (2018)
A bolívar (spanyolul: bolívar soberano) Venezuela törvényes pénzneme volt 2018. augusztus 20. és 2021. között, amikor felváltotta a bolívar digital 1:1 000 000 arányban. Nevét Simón Bolívarról kapta. Váltópénze a céntimo volt (1 bolívar = 100 céntimo). Az elinflálódott erős bolívart váltotta föl 1:100 000 arányban. A hiperinfláció miatt negyedévente új bankjegyeket bocsátottak ki egyre nagyobb és nagyobb címletekben.